# Desa Panyindangan (administrativ by i Indonesien, lat -6,57, long 107,34)
Desa Panyindangan är en administrativ by i Indonesien.   Den ligger i provinsen Jawa Barat, i den västra delen av landet, 70 km sydost om huvudstaden Jakarta. Desa Panyindangan ligger vid sjön Waduk Jatiluhur.